# Farciminellum atlanticum
Farciminellum atlanticum är en mossdjursart som först beskrevs av Busk 1884.  Farciminellum atlanticum ingår i släktet Farciminellum och familjen Farciminariidae. Inga underarter finns listade i Catalogue of Life.